# Świechocin (osada w województwie lubuskim)
Świechocin – osada w Polsce położona w województwie lubuskim, w powiecie międzyrzeckim, w gminie Pszczew.
W latach 1975–1998 miejscowość administracyjnie należała do województwa gorzowskiego.